# Siège de Haverford
Guerre de Cent Ans
Révolte des Gallois
Batailles
Le siège de Haverford (août 1405) est un épisode de la guerre de Cent Ans et de la révolte des Gallois, marqué par l’attaque de la ville d’Haverfordwest par une force expéditionnaire française, dirigée par le maréchal Jean II de Rieux, et les rebelles gallois d’Owain Glyndŵr. La ville est prise et incendiée, mais le château, solidement défendu, résiste à l’assaut.

## Contexte
En 1405, la Révolte des Gallois menace le contrôle anglais sur le Pays de Galles. Proclamé prince de Galles en 1400, Owain Glyndŵr contrôle une grande partie du territoire gallois et bénéficie du soutien de la France, en guerre contre l’Angleterre dans le cadre de la Guerre de Cent Ans. Après leur débarquement à Milford Haven le 5 août 1405, les Français, sous le commandement de Jean II de Rieux, rejoignent les forces galloises pour attaquer les places fortes anglaises du Pembrokeshire, dont Haverfordwest, un port stratégique doté d’un château fortifié appartenant à la Couronne anglaise,.

## Déroulement
En août 1405, une force franco-galloise, estimée entre 2 800 et 12 000 hommes selon les sources, assiège Haverfordwest après avoir pris Milford Haven,. Les Français, dirigés par Jean II de Rieux, et les Gallois, menés par Owain Glyndŵr, incendient la ville et massacrent de nombreux habitants, à l’exception de ceux qui s’enfuient,.
Cependant, le château d’Haverfordwest, renforcé par une garnison anglaise, résiste à l’assaut. Jugé trop fort pour un siège prolongé, les Franco-Gallois abandonnent rapidement l’attaque et se dirigent vers d’autres cibles, comme Tenby,.

## Conséquences
La prise et l’incendie de la ville d’Haverfordwest renforcent temporairement la révolte d’Owain Glyndŵr, mais l’échec du siège du château limite l’impact stratégique. La ville subit des dommages importants, nécessitant des décennies pour se rétablir. La campagne franco-galloise s’essouffle face à la répression anglaise, marquant un revers pour Owain.

## Découvertes
Des fouilles récentes au prieuré de Saint-Sauveur suggèrent que des victimes, portant des blessures à la tête, pourraient être liées à ce siège.